# Gandarela
Gandarela ist ein Ort und eine ehemalige Gemeinde (Freguesia) im Norden Portugals.
Gandarela gehört zum Kreis Guimarães im Distrikt Braga. Die Gemeinde hatte eine Fläche von 1,72 km² und 1083 Einwohner (Stand 30. Juni 2011). Die Gemeinde ist überwiegend städtisch geprägt.
Am 29. September 2013 wurden die Gemeinden Gandarela und Conde zur neuen Gemeinde União das Freguesias de Conde e Gandarela zusammengeschlossen.